# گالینوس
گالینوس با نام کامل پوبلیوس لیسینیوس اگناتیوس گالینوس (به لاتین: Publius Licinius Egnatius Gallienus) (زادهٔ پیرامون ۲۱۸ - درگذشتهٔ ۲۶۸) امپراتور روم بود که ابتدا به‌طور مشترک با پدرش والرین از ۲۵۳ تا ۲۶۰ و سپس به تنهایی از ۲۶۰ تا ۲۶۸ میلادی بر روم که در آن زمان دستخوش بحران شده بود فرمانروایی نمود.

## زندگی‌نامه

### امپراتوری مشترک
پس از آنکه آئمیلیانوس در ۲۵۳ خود را امپراتور روم خواند، تربونیانوس گالوس و پسرش که امپراتوران وقت بودند برای مقابله با او حرکت کردند و در همان زمان از والرین که فرماندهی سپاه روم در راین را برعهده داشتند خواستند تا سپاهیانش را برای کمک به آنها به حرکت درآورد. اما والرین پس از آنکه از کشته‌شدن گالوس و پسرش به دست سربازان اطلاع یافت اقدام به این کار نمود. این موضوع وحشت سربازان آئمیلیانوس را برانگیخت و آنها از بیم شکست خود آئمیلیانوس را به قتل رساندند و به والرین پیوستند.
به دنبال مرگ آئمیلیانوس در ۲۵۳ و از آنجا که امپراتوری در بحران قرار گرفته بود و کشورهای خارجی مرزهای آن را مورد تاخت و تاز خود قرار داده بودند، سنای روم والرین و پسرش گالینوس را در همان سال به امپراتوری مشترک روم برگزید زیرا باتوجه به شرایط معتقد بودند که تنها یک نفر توان اجرای عملیات گستردهٔ نظامی برای دفاع از امپراتوری را ندارد. پس والرین پاسداری از مرزهای خاوری را برعهده گرفت و گالینوس به مقابله با گوت‌ها در ناحیهٔ راین پرداخت و در ۲۵۸ موفق شد تا قبایل آلامانی را در میلان شکست دهد. او سپس موفق شد تا شورش‌های اینگنوس و رگالیانوس در ایلیریکوم را سرکوب نماید.
درحدود ۲۵۸ پس از میلاد، گالینوس از راین به سمت دانوب حرکت کرد و دو نفر از فرماندهانش به نام‌های پوستوموس و سیلوانوس، همراه با پسرش سالونینوس در کُلُنیا (کلن امروزی) باقی‌ماندند. پس از آنکه سیلوانوس به سربازان دستور داد تا تمام غنایم جنگی را به خزانه و صاحبان اصلیشان تحویل دهند، لشکریان که تمایلی به انجام این کار نداشتند دست به شورش زده، سیلوانوس و سالونینوس را به قتل رساندند و پوستوموس را امپراتور خواندند. گالینوس برای بازپس‌گیری سرزمین گل دست به حملات گسترده زد اما نتیجه‌ای دربرنداشت و پوستوموس توانست حملات او را دفع نموده و خود را امپراتور مطلق گل‌ها بنامد.

### مرگ والرین و ادامهٔ بحران
در ژوئن سال ۲۶۰ پس از میلاد، والرین به‌دست شاپور یکم، پادشاه ساسانی دستگیر و زندانی شد و در اسارت درگذشت. با مرگ والرین، امپراتوری روم وارد بحران جدیدی شد و فرمانروایان مستقلی در سرتاسر کشور اعلام موجودیت نمودند. اما در این زمان اودناتوس، شاهزاده‌ای از یکی از مستعمرات خاوری روم که به امپراتوری وفادار بود موفق شد تا شاپور ساسانی را شکست داده و کوئیتوس را که تاج و تخت امپراتوری را غصب نموده بود در امسا (حمص امروزی در سوریه) سرکوب نماید. کارهای اودناتوس مورد تقدیر گالینوس قرار گرفت و او را فرماندار تمام نواحی شرقی نمود. اما بعد از شکست از شاپور گالینوس او را از پادشاهی عزل کرد.
با این‌وجود بخش‌های شرقی همچنان زیر حملات ایرانیان قرار داشت و قبایل ژرمانیک نیز استان‌های راین و دانوب را چپاول کرده بودند. در این زمان تنها ایتالیا و بالکان بودند که گالینوس هنوز کنترل آنها را در اختیار خود داشت.

### درگذشت
گوت‌ها حملات خود را در سال‌های پایانی حکومت گالینوس از سر گرفتند و مانورهای تدافعی امپراتور در این میان تنها منجر به شورش اورئولوس، فرماندهٔ سواره‌نظام در مدیولانوم (میلان امروزی در ایتالیا) در سال ۲۶۸ میلادی و در دست گرفتن قدرت توسط او شد. گالینوس برای سرکوب فرماندهٔ شورشی به محاصرهٔ مدیولانوم پرداخت ولی در همان‌جا به قتل رسید. گزارش‌های مختلفی دربارهٔ چگونگی قتل او وجود دارد اما تمامی آنها بر این واقعیت صحه می‌گذارند که بیشتر مقامات تحت فرمان گالینوس خواهان مرگ او بودند. بر طبق نوشته‌های اورلیوس ویکتور و زوناراس، هنگامی که خبر کشته‌شدن گالینوس به رم رسید، سنای روم فرمان اعدام اعضای خانوادهٔ او و حامیانش را صادر کرد.
پس از درگذشت گالینوس در ۲۶۸ پس از میلاد، کلودیوس گوتیکوس که فرماندهی سواره‌نظام او را برعهده داشت با عنوان کلودیوس دوم امپراتور روم شد.

## نگارخانه

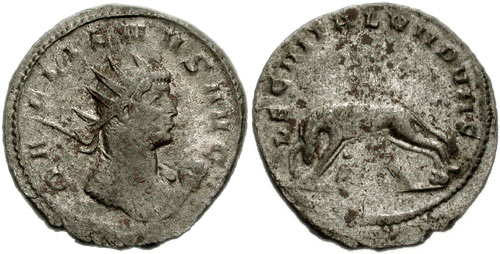
Antoninianus issued to celebrate LEG II ITAL VII P VII F, "Legio II Italica seven times faithful and loyal."
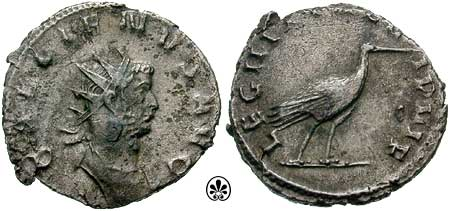
Antoninianus issued to celebrate LEG III ITAL VI P VI F, "Legio III Italica six times faithful and loyal."
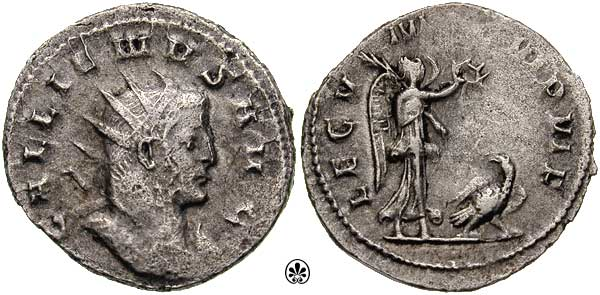
Antoninianus issued to celebrate LEG VII MAC VI P VI F, "Legio VII Macedonica six times faithful and loyal."
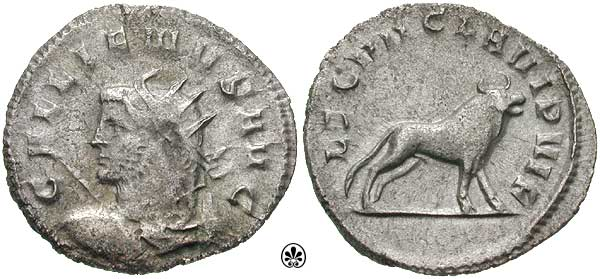
Antoninianus issued to celebrate LEG VII CLA VI P VI F, "Legio VII Claudia six times faithful and loyal."